# Рабенхорст, Людвиг
Го́ттлоб Лю́двиг Ра́бенхорст (нем. Gottlob Ludwig Rabenhorst; 22 марта 1806 — 24 апреля 1881) — немецкий ботаник, миколог, бриолог и фармацевт.

## Краткая биография
С 1822 по 1830 год Рабенхорст учился ботанике в Университете имени Гумбольдтов в Берлине. С 1831 по 1840 работал в аптеке в городе Луккау. Также Рабенгорст изучал тайнобрачные растения и в 1840 году издал книгу Flora lusatica. В том же году переехал в Дрезден, а в 1875 году — в Мейсен. В 1841 году Йенский университет присвоил Рабенгорсту степень доктора наук.
Рабенхорст был одним из самых влиятельных микологов своего времени — он собрал богатейший гербарий. С 1844 по 1848 выпускались два тома Deutschlands Kryptogamenflora («Флоры тайнобрачных растений Германии»), затем переиздававшаяся под названием Rabenhorst Kryptogamenflora («Флора тайнобрачных растений Рабенгорста»).

## Научные работы
- Die Algen Sachsens
- Die Algen Europas
- Bryotheca europaea. Die Laubmoose Europas
- Hepaticae europaeae. Herbarium der Lebermoose Europas
- Klotzschii herbarium mycologicum. Centuria 1-20
- Fungi europaei, Klotzschii herbarii mycologici continuatio
- Lichenes europaei exsiccatii. Die Flechten Europas
- Cryptogamae vasculares europaeae. Die Gefäßkryptogamen Europas, gesammelt und getrocknet herausgegeben
- Diatomaceae exsiccatae totius terrarum orbis, quas distribuit. Semicent. 1-2
- Characeae europaeae
- Kryptogamensammlung. Eine systematische Übersicht über das Reich der sogen. Kryptogamen, mit Illustrationen, welche den in Kürze gehaltenen Text klar veranschaulichen

## Роды грибов и растений, названные в честь Л. Рабенгорста
- Rabenhorstia Rchb., 1841, nom. superfl. [syn.  Brunia Lam., 1785, nom. cons.]
- Rabenhorstia Fr., 1849, nom. superfl. [syn.  Hercospora Fr., 1825]